# Rajd Manx International 1987
Rajd Tudor Webasto Manx International 1987 (25. Tudor Webasto Manx International Rally) – 25. edycja rajdu samochodowego Rajd Manx rozgrywanego w Wielkiej Brytanii. Rozgrywany był od 10 do 12 września 1987 roku. Była to trzydziesta szósta runda Rajdowych Mistrzostw Europy w roku 1987 (rajd miał najwyższy współczynnik - 4) oraz szósta runda Rajdowych Mistrzostw Wielkiej Brytanii. Składał się z 41 odcinków specjalnych.

## Klasyfikacja rajdu
| Miejsce                                                    | Kierowca                                                   | Pilot                                                      | Samochód                                                   | Czas                                                       | Strata                                                     |                                                            |
| Klasyfikacja generalna, ERC i mistrzostw Wielkiej Brytanii | Klasyfikacja generalna, ERC i mistrzostw Wielkiej Brytanii | Klasyfikacja generalna, ERC i mistrzostw Wielkiej Brytanii | Klasyfikacja generalna, ERC i mistrzostw Wielkiej Brytanii | Klasyfikacja generalna, ERC i mistrzostw Wielkiej Brytanii | Klasyfikacja generalna, ERC i mistrzostw Wielkiej Brytanii | Klasyfikacja generalna, ERC i mistrzostw Wielkiej Brytanii |
| ---------------------------------------------------------- | ---------------------------------------------------------- | ---------------------------------------------------------- | ---------------------------------------------------------- | ---------------------------------------------------------- | ---------------------------------------------------------- | ---------------------------------------------------------- |
| 1.                                                         | Jimmy McRae                                                | Rob Arthur                                                 | Ford Sierra RS Cosworth                                    | 3:47:46                                                    | 0.0                                                        |                                                            |
| 2.                                                         | Mark Lovell                                                | Roger Freeman                                              | Ford Sierra RS Cosworth                                    | 3:48:29                                                    | +43                                                        |                                                            |
| 3.                                                         | Pentti Airikkala                                           | Ronan McNamee                                              | Vauxhall Astra GTE                                         | 3:53:14                                                    | +5:28                                                      |                                                            |
| 4.                                                         | Simon Davison                                              | Steve Bond                                                 | Volkswagen Golf II GTi 16V                                 | 3:54:48                                                    | +7:02                                                      |                                                            |
| 5.                                                         | Russell Brookes                                            | Mike Broad                                                 | Opel Kadett GSI                                            | 3:55:29                                                    | +7:43                                                      |                                                            |
| 6.                                                         | David Metcalfe                                             | Ronan Watkins                                              | Vauxhall Astra GTE                                         | 3:56:36                                                    | +8:50                                                      |                                                            |
| 7.                                                         | David Llewellin                                            | Phil Short                                                 | Audi Coupé Quattro                                         | 3:57:33                                                    | +9:47                                                      |                                                            |
| 8.                                                         | Andrew Wood                                                | John Meadows                                               | Vauxhall Astra GTE                                         | 3:59:51                                                    | +12:05                                                     |                                                            |
| 9.                                                         | Sebastian Lindholm                                         | Staffan Pettersson                                         | Volkswagen Golf II GTi 16V                                 | 4:01:45                                                    | +13:59                                                     |                                                            |
| 10.                                                        | Chris Mellors                                              | Harold White                                               | Ford Sierra RS Cosworth                                    | 4:01:45                                                    | +13:59                                                     |                                                            |